# Ceresium affine
Ceresium affine är en skalbaggsart som beskrevs av Aurivillius 1917. Ceresium affine ingår i släktet Ceresium och familjen långhorningar. Inga underarter finns listade i Catalogue of Life.